# Aldabrachelys abrupta
Aldabrachelys abrupta, é uma espécie extinta de tartaruga gigante endêmica em Madagascar.

## Ecologia
Era uma espécie grande, com cerca de 115 cm de comprimento. Era originalmente uma das seis espécies endêmicas de tartaruga de Madagascar (duas grandes  Aldabrachelys ; duas médias  Astrochelys ; duas pequenas   Pyxis ). Era simpátrica com a outra espécie de tartaruga gigante de Madagascar, a tartaruga gigante de Grandidier ( Aldabrachelys grandidieri  (também extinta)), e ambas as espécies ocuparam as costas e as terras altas mais frias de Madagascar, onde cumpriram o papel de grandes pastadores. UMA. abrupta  era um navegador de arbustos e galhos baixos; UMA. grandidieri  era um pasto de prados gramados e pântanos.
Ao contrário de sua espécie irmã, que tinha uma concha baixa e achatada,  A. abrupta  tinha uma concha alta e abobadada.

## Extinção
O material desta espécie foi datado de 750–2850 anos antes do presente, e parece ter sido amplamente distribuído por Madagascar. Foi estimado que foi extinto c. 1200 DC. No entanto, os vestígios com datações disputadas sugerem que alguns sobreviveram até pelo menos 1500, e parece ter sobrevivido um tempo considerável em coexistência com humanos, antes de finalmente desaparecer.